# Sầu riêng Lá quéo
Sầu riêng Lá quéo là giống sầu riêng bản địa của Việt Nam, phân bố chủ yếu ở Tiền Giang, cùng với nhóm sầu riêng Khổ qua từng chiếm diện tích trồng chủ yếu ở các huyện Cai Lậy, Cái Bè, Châu Thành.

## Mô tả
Cây sinh trưởng chậm nhưng có khả năng sống lâu phát triển thành cây cổ thụ. Thân cây thường "cục mịch" chứ không thẳng như các giống sầu riêng khác. Cây có khả năng chịu ngập cao, và có khả năng kháng bệnh xì mủ do nấm Phytophthora. Giống cũng được dùng để lai tạo hoặc dùng làm gốc ghép với các giống khác. Quả có kích thước không lớn lắm, trọng lượng trung bình 2 kg, so với sầu riêng Khổ qua thì vỏ quả dày và cứng hơn. Phần thịt quả vàng, thơm, nhưng hột to.

## Thương mại
Địa phương trồng nổi tiếng nhất của giống sầu riêng này là Tam Bình, thuộc huyện Cai Lậy. Lá quéo được trồng cho mục đích thương mại với năng suất cao, được thu hoạch hai mùa, mùa thuận và mùa nghịch. Mùa nghịch phải xử lý bằng các biện pháp nông nghiệp.  Ngành trồng sầu riêng Việt Nam từ những năm 2010 gần như tập trung vào các giống Mon Thong (của Thái Lan) và Ri6 (của Myanmar), các giống khác bao gồm Lá quéo chỉ có diện tích trồng quy mô nhỏ.

### Sách tiếng Việt
- Nhiều tác giả (2005). Địa chí Tiền Giang, Tập 2. Ban tuyên giáo tỉnh ủy Tiền Giang và Trung tâm Unesco thông tin tư liệu lịch sử và văn hóa Việt Nam.
- Vụ khoa học công nghệ và chất lượng sản phẩm, Bộ nông nghiệp và phát triển nông thôn Việt Nam (2002). Kết quả bảo tồn tài nguyên di truyền nông nghiệp. Nhà xuất bản Nông nghiệp.